# Lyonetia acrodora
Lyonetia acrodora är en fjärilsart som beskrevs av Edward Meyrick 1915.
Lyonetia acrodora ingår i släktet Lyonetia och familjen rullvingemalar. Inga underarter finns listade i Catalogue of Life.